# Stopljenica
Stopljenica (eng. portmanteau)  jezikoslovni je naziv za novu riječ nastalu "stapanjem" (sjedinjenjem) dvaju značenja. Engleski izraz potječe iz knjige Alisa s one strane ogledala autora Lewisa Carrolla, a nosi korijene od francuske riječi portemanteau („vješalica“) kojom se ranije nazivao veliki kofer s dva odvojena dijela, odakle i veza s konstrukcijom nove riječi od dvije postojeće. Hrvatski naziv skovao je profesor Ivan Marković.

## Primjeri
- Bit – eng. binary (binarna) + digit (znamenka)
- Brexit – eng. Britain (Velika Britanija) + exit (izlazak)
- Cheeseburger – eng. cheese (sir) + hamburger
- Digimon – eng. digital (digitalna) + monsters (čudovišta)
- Dramedija – drama + komedija
- E-mail – eng. electronical (elektronička) + mail (pošta)
- Informatika – informacija + automatika
- Internet – eng. international (internacionalna) + network (mreža)
- Interpol – eng. international (internacionalna) + police (policija)
- Kiborg – kibernetika + organizam
- Liger – eng. lion (lav) + tiger (tigar)
- Tigon – eng. tiger (tigar) + lion (lav)
- Moped – motor + pedala
- Napalm – nafetska kiselina + palmitinska kiselina
- Piksel – eng. picture (slika) + element
- Pokémon – eng. pocket (džepna) + monsters (čudovišta)
- Wikipedija – wiki + enciklopedija

## Vanjske poveznice
- Hrvatski rječnik stopljenica